# Twig
Twig je šablonový systém pro programovací jazyk PHP. Svou syntaxi odvozuje od systémů Jinja2 a Django. Jedná se o otevřený software uvolněný pod licencí BSD. Je distribuován také jako součást softwaru Symfony. Od své verze 8 vydané v roce 2015 jej používá redakční systém Drupal.
Původním autorem je Armin Ronacher, později se správcem stal Fabien Potencier.
Twig podporuje řada integrovaných vývojových prostředí, mj. Komodo, Eclipse, NetBeans a PhpStorm. Má podporu také některých textových editorů, mj. Vim, Emacs, Atom, Sublime Text, TextMate a Notepad++.